# Joseni (okręg Harghita)
Joseni (węg. Gyergyóalfalu) – wieś w Rumunii, w okręgu Harghita, w gminie Joseni. W 2011 roku liczyła 4749 mieszkańców.